# アーネスト・ベヴィン
アーネスト・ベヴィン（英語: Ernest Bevin, 1881年3月9日 - 1951年4月14日）は、イギリスの政治家、労働運動家。「運輸一般労働組合（TGWU）」の創設に尽力し、1922年から1940年までその書記長を務めた。労働組合員は自動的に労働党の党員となるが、労働党においても次第に頭角を現し、チャーチル戦時連立内閣においては労働大臣を務めた。ベヴィンは熱心な反共主義者で、労働党単独内閣であるアトリー内閣においては外務大臣を務めたが、積極的な反共外交を展開し、北大西洋条約機構（NATO）の創設に尽力した。

## 前半生

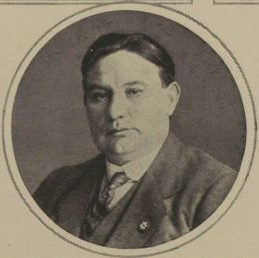
1920年当時のベヴィン

1881年3月9日にサマセット州ウィンズフォード村で誕生した。母のダイアナ・ベヴィンは、未亡人と自称していた。ベヴィンの父親については知られていない。1889年に母を亡くした後、ベヴィンはデヴォン州コップルストーン村に移った。正式な教育を受けたことはほとんど無く、ごく短期間に2つの村の学校に出席した後、デヴォン州のクレディションにあるヘイワード・スクールに1890年から1892年まで通っていた。
11歳の時に肉体労働者として働きに出て、その後ブリストルで大型トラックの運転手として働いた。ベヴィンは労働運動にも身を投じるようになり、ブリストル社会主義者協会の会員となった。1910年に港湾労働者組合（ドッカーズユニオン）ブリストル支部の書記に就任し、1914年には同組合の全国書記長になった。 
ベヴィンは体の大きな屈強な男性であった。彼は強いイギリス西部訛りのアクセントで話したが、それゆえ後年にベヴィンが労働党政治家として、同党の他の政治家と話をするときに「ヒュー・アンド・ナイ（ヒュー・ゲイツケルとナイ・ベヴァン、どちらも労働党の大物政治家）」と言っているのか、「ユー・アンド・アイ（あなたと私の意味）」と言っているのか聞き分けられないといった問題が生じることもあった。
ベヴィンは 信徒伝道者となる夢を持っており、若年期から演説能力を磨く鍛錬をしていたが、政界進出に伴い、伝道師となる道は断念した。
ベヴィンはブリストルのワイン商でワイン試飲鑑定士の娘であるフローレンス・タウンリィと結婚した。彼らは一人娘のクイーニィ（1914-2000）を授かった。

### 労働組合書記長として
ベヴィンが創設に尽力した運輸一般労働組合（TGWU）は、すぐにイギリス最大の労働組合になった。組合の書記長選挙で、ベヴィンは書記長に選出された。労働組合員は自動的に労働党員となり、労働組合は労働党の施策決定に大きな影響を及ぼしていたが、ベヴィンの意向も労働党の施策決定に大きな影響を及ぼすようになった。
ベヴィンの政治的立場は労働党右派で、共産主義や共産主義者が労働運動を指導することに強く反対していた。ベヴィンは1926年にイギリスのゼネラル・ストライキに参加したが、そこに熱意は無かった。ベヴィンは、労働運動の成果は直接交渉を通じて獲得するもので、ストライキは最終手段として使われるべきと考えていた。
ベヴィンは、労働者が有給休暇を取得できるようにすべきという労働組合会議（TUC）によるキャンペーンに協力し、成功に導く手助けを行った。この運動の成果は1938年の休日賃金法として結実し、1939年6月までに有給休暇の資格を有する労働者が約1100万人に増加した。

## 労働党党政への参画
労働組合員は自動的に労働党員となるが、ベヴィンは国政に興味を持つようになり、労働党員として政治活動に参画するようになった。史上初の労働党による第一次マクドナルド内閣はわずか10か月で崩壊した。ベヴィンは第一次マクドナルド内閣瓦解の理由について、労働党が庶民院の過半の議席を制しておらず少数与党で、自由党の閣外協力に依拠していたためとし、労働党が議席の過半数を制するまでは、政権の座に就くべきでないと主張した。ベヴィンは、労働組合の長という立場を生かして、労働党党首をマクドナルドからアーサー・ヘンダーソンにすげ替える政治工作を企図していたが失敗に終わった。
ベヴィンは、労働組合と距離を置き、いわゆる劇場型の政治を展開していた労働党党首ラムゼイ・マクドナルドとの関係が疎遠であった。世界恐慌の対処のため、1931年にマクドナルドが労働党主流派の意向を無視して、保守党・自由党と挙国一致内閣を結成した（このためマクドナルドは労働党から除名された）際にも、特に驚きはなかった。

### ファシズムへの抵抗
世界恐慌後、ドイツ・イタリアなどでファシズムが台頭し、ドイツではアドルフ・ヒトラーが、イタリアではベニート・ムッソリーニがそれぞれ政権を握った。ベヴィンは後に首相となるクレメント・アトリーら労働党の幹部と、欧州各国の社会主義政党の指導者の元を頻繁に訪れるようになったが、現地でファシズムの脅威を身をもって感じるようになった。労働党は、左翼イデオロギーの観点からファシズムに反対していたが、それに対抗するための自国の軍備拡張にも反対していた。これに対しベヴィンは「ファシストは労働組合員を真っ先に殺す」として、ファシズム勢力に対抗するため自国の軍備拡張が必要であると、労働党員及び左派勢力に強く主張した。与党では、チャーチルなど一部の者はファシズム勢力に対抗するため軍拡を主張していたが、挙国一致内閣・与党及び世論は、軍拡がかえって戦争を招くとして、それに消極的であった。

### イタリアのエチオピア侵略をめぐって

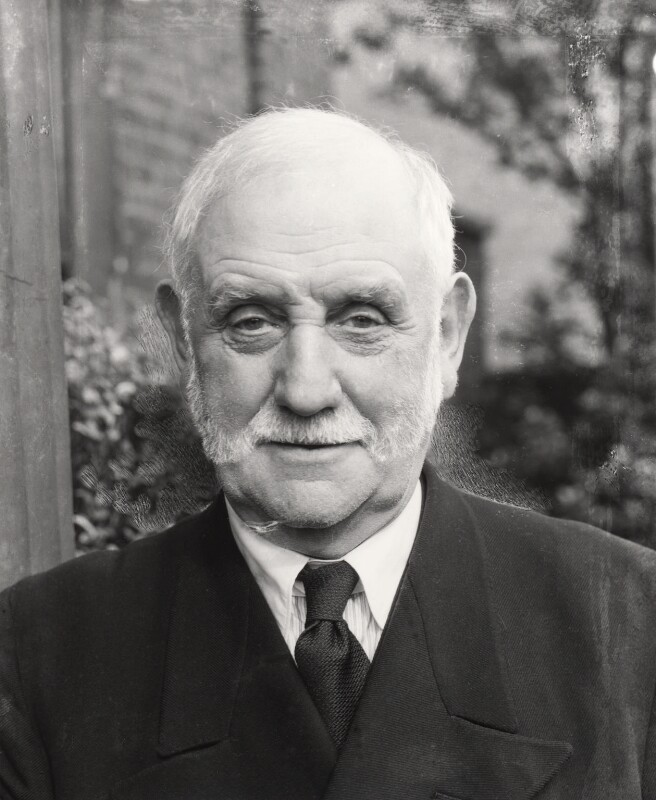
ジョージ・ランズベリー。

1931年に労働党の党首に就任したジョージ・ランズベリーは平和主義者で、軍備拡張に反対することを党是として掲げ、党首として労働党を率いていた。彼は常備軍の存在が戦争を誘発すると考えており、イギリス軍を解体したいと発言したこともあった。またランズベリーは無抵抗の非戦論も主張していた。
イタリアのベニート・ムッソリーニ政権は、植民地化されず独立を保っていたエチオピア帝国の侵略を企図し、英仏との緊張が高まった（アビシニア危機）。全国労働組合会議はこの危機に対し「必要があれば武力でもってイタリアの侵略を阻止しなければならない」と決議した。平和主義の立場から軍事行動を嫌った党首ランズベリーはこの決議に同意しないと表明した。続いて1935年10月の労働党の党大会でもこの議題が議論されたが、党大会の最中に、イタリアの軍事侵略が開始された（第二次エチオピア戦争）。「国際連盟規約に基づきイギリス政府に、イタリアにあらゆる手段の制裁を講じることを求める」とする決議案が提示されたが、ランズベリーはこちらも支持しようとしなかった。労働党右派のベヴィンは「インテリどもの無責任さに激怒している」「無抵抗主義がかえって侵略を招く」として、決議を支持しようとしない党首ランズベリーを激しく攻撃した。ランズベリーは10月8日に党首を辞任した。この騒動の結果について同じく労働党のハーバート・モリソンは「ベヴィン個人の攻撃の迫力」と「ベヴィンの有している（影響下にある）50万人分の労働組合員票」から、ベヴィンが行動を起こした段階で結果はもう決まっていた、と記している。
なおこの時ベヴィンは英最大の労働組合運輸一般労働組合（TGWU）の書記長で、かつ労働党員であったが、庶民院議員ではなかった（議員に立候補したことはあったが落選した）。庶民院議員でない者が議会労働党の党首を辞職に追い込めたのは、労働党は結党以来、議会外勢力である労働組合の強い影響下にあったためである。ベヴィンは、労働組合が党政に参画することを当然のことだと考えていた。前党首マクドナルド除名騒動の原因について、労働組合と距離を取るマクドナルドが党首に就き、彼が労働組合（労働者階級）の意向を汲まず独自行動を取ったためと見なした。また労働党党首に権限が集中していたことが、マクドナルドのようなカリスマ指導者を生んだとも見なした。マクドナルド除名後は、ベヴィン率いる労働組合が、積極的に労働党の党政に関与するようになった。保守党のチャーチルは1945年イギリス総選挙において、労働党のこうした議会外勢力が、議会労働党執行部の権勢を上回るほどの大きな影響を及ぼしている体質について、「議会政治軽視の体質」であると強く批判している（ただし批判対象の人物はベヴィンでなくラスキであった）。

### アトリーの労働党党首就任
首相のボールドウィンは1935年11月14日に庶民院総選挙を行うことを決定した（1935年イギリス総選挙）。この時期決定について野党労働党の混乱に乗じたものとする指摘もある。労働党は党首不在のため、選挙活動は暫定的にクレメント・アトリーが指導することになった。この選挙では保守党が庶民院過半数を制し、労働党は野党のままであった。
庶民院総選挙後に労働党の党首選挙が行われた（1935年イギリス労働党党首選挙）。党首候補にはアトリー、ハーバート・モリソン、アーサー・グリーンウッドがいた。当初はモリソンが有力候補と思われていたが、ベヴィンは、自身のランズベリー批判にすぐに同調しなかったとしてモリソンを嫌っており、グリーンウッドを推挙した。しかし他の党員は、グリーンウッドがアルコール依存症であることから党首の重責を務められるとは思えず、ベヴィンの推挙を疑問視した。英最大の労働組合の書記長で、労働組合員に絶大な影響力を誇るベヴィンが、モリソン不支持を表明したことで、モリソンは組合員からの票を失った。
党首選挙の結果、アトリーが勝利した。アトリーが党首に就任して以降は、アトリー、ベヴィン、ハーバート・モリソンのトロイカ体制で党の政策決定がなされるようになった。ベヴィンは次第に熱心なアトリーの支持者になっていき、両者は盟友の間柄となった。ベヴィンは親しみを込めてアトリーを「リトル・クレム」と呼んだ（「クレム」はアトリーの名「クレメント」の略）。。
なおアトリーの党首就任について、「他に、なり手がいない」など消去法で決まったような側面があり、世間一般でも、アトリーはとりわけ注目されている人物という訳ではなかった。後年、労働党が初めて庶民院過半数を制した1945年イギリス総選挙に際して行われた、労働党が勝利した場合の首相候補を問う世論調査でも、党首であるにもかかわらずアトリーの知名度は低く、ベヴィンの方が、知名度が高かった。

## チャーチル戦時内閣の労働大臣として

VEデーに保険省のバルコニーからVサインを掲げるチャーチル。右隣がベヴィン。（1945年5月8日）

第二次世界大戦の勃発に伴い、1940年にウィンストン・チャーチルは 挙国一致内閣を結成した。チャーチルはベヴィンを「労働党の最も傑出した人物」と高く評価し、彼を労働兼徴兵大臣の地位に任命した。当時のベヴィンは庶民院議員ではなかったので、立憲上の問題の解消のため、チャーチルはベヴィンのための選挙区をあてがい、ベヴィンはロンドン選挙区のワンズワース中央の庶民院議員として選出された。 
戦時体制確立のため、イギリスでは第一次世界大戦以来の徴兵制が復活した（イギリスの徴兵制度）。当時石炭の生産量が減少していたので、ベヴィンの意向で、徴兵した者のうちの一定数は、炭鉱での労働に強制的に従事させた。彼らはベヴィン・ボーイズと称された。炭鉱での労働従事命令を拒絶した者は刑務所に投獄された。
ドイツが降伏したVEデーには、ベヴィンはチャーチルの隣に立って群衆を見下ろしていた。

### モリソンによるアトリー追い落とし政治工作の阻止
1945年イギリス総選挙で、労働党が史上初めて庶民院過半数を制した。ハーバート・モリソンは現党首のアトリーを差し置いて、自身が首相になる野心を有していた。モリソンが作成した選挙綱領の「未来に目を向けよう」には、選挙に勝利した暁に誰が首相になるのかを故意に明記しなかった。またモリソンはアトリーに「労働党は、伝統的に新議会の開会前に、新議員による新党首の選出を行っている」という手紙をしたためた（新首相は党内選挙に基づいて決定されるべきという意味）。アトリーは「その内容は留意している」とのみ、モリソンに手紙で回答した。
開票は投票日から3週間後の7月26日に行われ、その結果、労働党勝利の大勢が判明すると、モリソンは他の労働党議員に「明日の朝に労働党新党首を選ぶ選挙が行われる。現党首のアトリーはそれまで国王の元を訪れて首相に任じられるべきでない」と説いて回った。モリソンはベヴィンに「あなたも党首選挙に立候補してはどうか」と勧めたが、アトリー支持者のベヴィンは、モリソンに対し政治工作を止めるよう釘を刺した。なおこの時すでにアトリーは国王ジョージ6世の元を訪れており、前首相チャーチルの推挙で首相に任じられていた。これは日本の首相と異なり、国会（議会）の指名に基づいて首相が任じられる訳ではなく、庶民院第一党に属する者のうち誰を首相に任じるかは、イギリス国王の裁量権の範疇だからである。
アトリーが首相に任じられてもなお、モリソンは新党首を選ぶ党内選挙を実施させる計画を諦めていなかった。26日の夜、議会ホールで労働党の祝勝集会が催された。新首相に任じられたアトリーがまず演説し「労働運動に身を投じた先人を偲んでいる。ケア・ハーディ（労働党創設者）はこの選挙結果をどのように見るだろうか」と述べ、「国民が労働党に寄せた信頼を裏切ってはならない」と訴えた。続いてベヴィンが演説を行い、アトリーの人格を賞賛し、引き続きアトリーが労働党党首として続投することを信任するよう熱弁をふるった。アトリーの続投が追認されたことで、モリソンの企図していた党内選挙が実施されることはなかった。

## アトリー内閣の外務大臣として

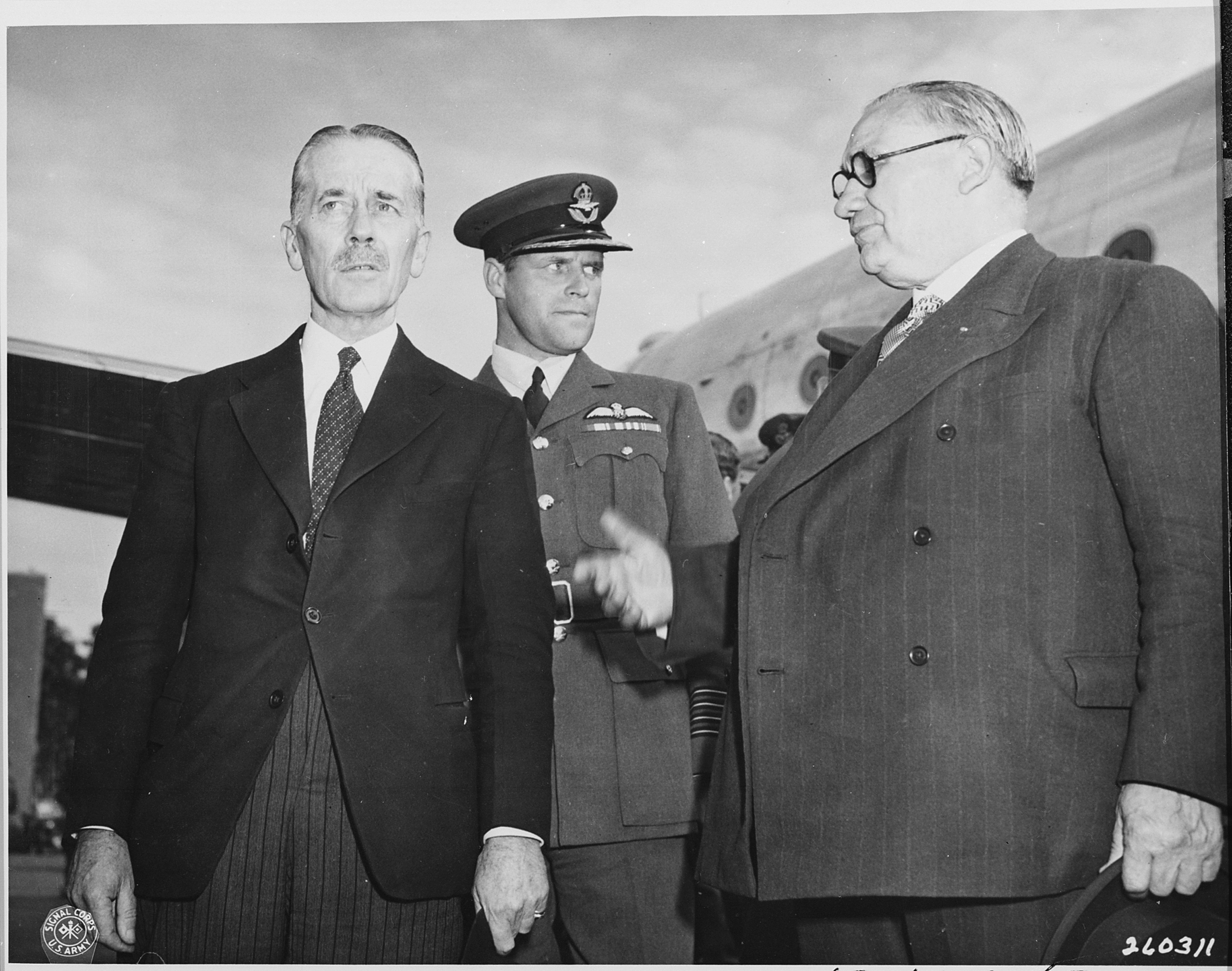
アレクサンダー・カドガンと立ち話をするベヴィン

首相のアトリーは、ベヴィンを大蔵大臣に、ヒュー・ドールトンを外務大臣に任命する心づもりだったが、最終的に心変わりして彼らの役職を交換した。その理由の1つに、労働党の国内政策で主導的な役割を果たす予定であった副首相のハーバート・モリソンと、ベヴィンとの関係が不仲であることを気遣ったためとの説がある。 
当時、外務大臣や外交官はパブリックスクール（エリート校）出身者から任命されるのが常であったが、ベヴィンはその例外となった。しかしベヴィンの外務大臣としての職務遂行に何ら支障はなかった。外交官のアレクサンダー・カドガンはベヴィンについて「彼は多くのことを知っており、行政文書がどんな文量でも読む用意があり、読んだものはしっかり理解できているようで、自分の考えを強く持ち、誰に対しても自分の（そして我々の）主張を貫くことができた」としている 。
歴史学者のジョン・チャームリーは以下を指摘している。ベヴィンは正規教育を受けた期間が短かったため、文の読み書きを多少苦手としていたが、外務省の文書を調べても注釈を頻繁に加えた形跡は殆ど見られなかった。これはベヴィンが外務大臣としての最終決定の多くを、文書によらず、外務省職員との口頭での議論を経て行っていたことが示唆されるとしている。

### ポツダム会談の出席
| 第一次世界大戦後に、カイザーの体制を崩壊させなかったほうが、われわれにとってはよかったと思う。ドイツ人を立憲君主制の方向に指導したほうがずっとよかったのだ。彼らから象徴を奪い去ってしまったがために、ヒトラーのような男をのさばらせる心理的門戸を開いてしまったのであるから。――1945年7月、ポツダム会談でのベヴィンの発言。ベヴィンはドイツの失敗を踏まえ、日本の天皇制存続を主張した |

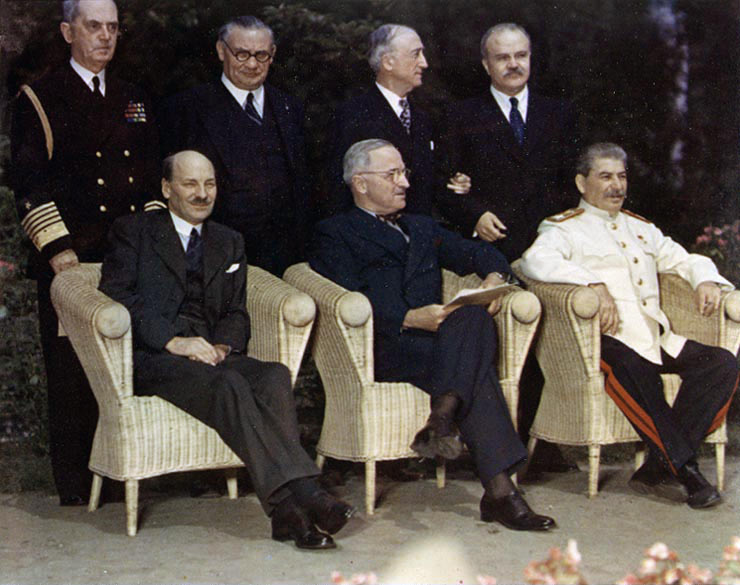
ポツダム会談での英米ソ三首脳、左からアトリー・トルーマン・スターリン。後列立席の左から2人目がベヴィン。

庶民院総選挙後の7月17日から、戦後の欧米の在り方についてイギリス・アメリカ・ソ連の三大国首脳によるポツダム会談が催され、当初イギリス代表として首相のチャーチルが出席していた。しかし26日の開票で労働党の勝利が判明すると、新首相のアトリーと外相のベヴィンが、チャーチルに代わって出席した。
イギリスの政権がチャーチル内閣からアトリー内閣に替わっても、イギリスの主張の変更は特になかったので、外交上の一貫性は保たれた。ただしソ連外相のヴャチェスラフ・モロトフは、イギリス首脳の突然の交代劇について、チャーチルの何らかの策謀ではないかと疑った。イギリス軍参謀総長のアラン・ブルックは「このような重要な時期に総選挙を設定したのが、そもそもの間違いである」と評した。

### アメリカ合衆国との外交
第二次世界大戦の被害でイギリスは国力を失い、対米依存が強まったが、歴史家のマーティン・H・フォリーは、外相ベヴィンはアメリカにただ付き従うだけではなかったと主張している。ベヴィンは、イギリスの抱える問題の一部はアメリカの無責任な政策によるものだと感じていた。ベヴィンの外交戦略はアメリカをイギリスの支援に回らせることにあり、ナチスによる戦災被害を補うため、アメリカの財政力を利用しようとしていた。フォリーはベヴィンについて、無批判な親米派では無かったとし、イギリス外務省の傀儡でもなく独自性を発揮していたとしている。1945年12月にベヴィンは、イギリスの国家財政破綻を防ぐため、アメリカからの低金利39億5000万ドルの融資を確保する重要な役割を担った。

### 反共外交の展開

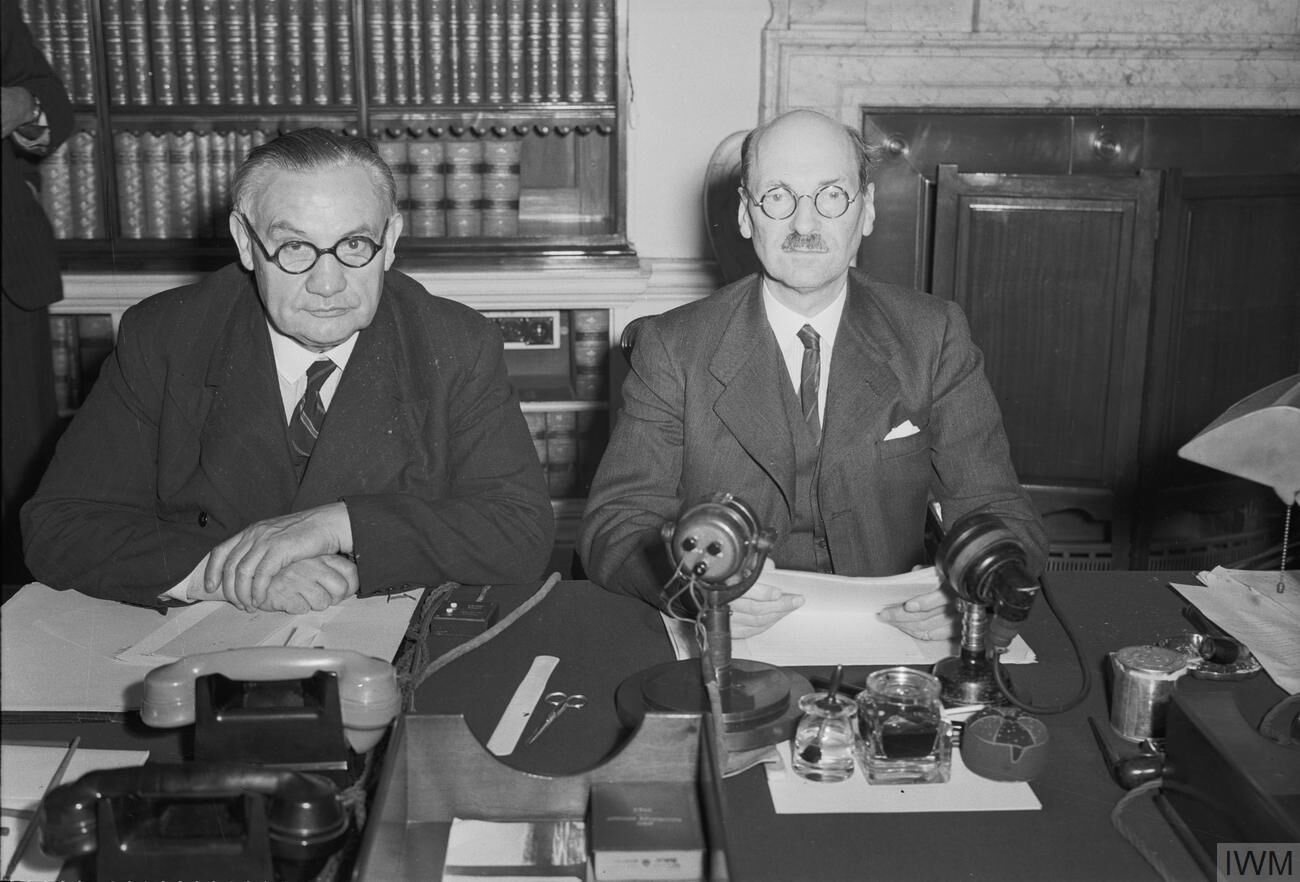
首相アトリーと外相ベヴィン。

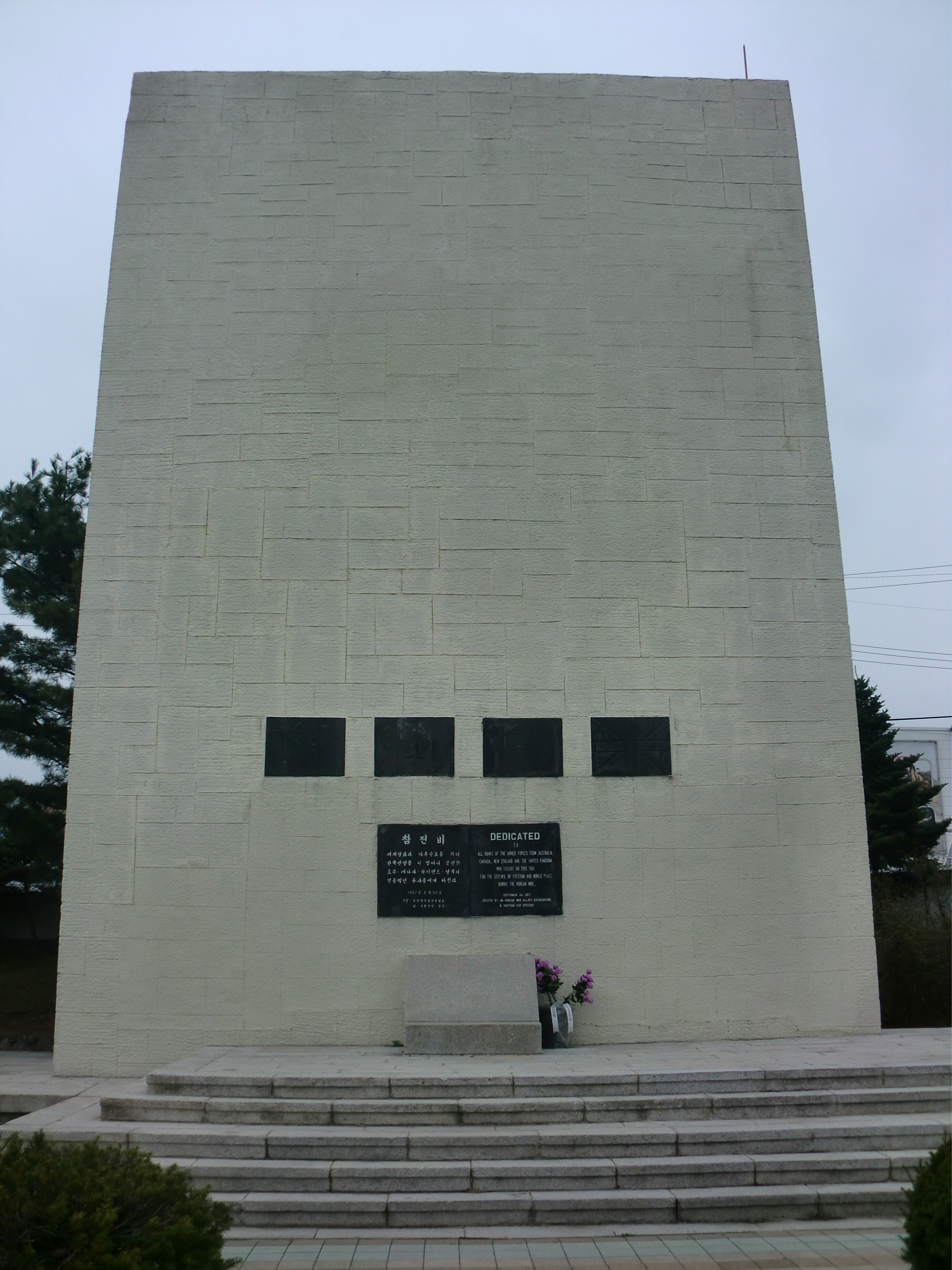
英連邦朝鮮戦争参戦記念碑。

アトリー内閣発足当初は、ソ連との友好関係維持を模索しており、アトリーは、党内左派のクリップスの意向を受けてイギリス製の最新鋭エンジンであるロールス・ロイス ニーンを、軍用に転用しないことを条件にソ連に供与した（ソ連は付約を破り、軍用に転用し、それを搭載した軍用機が朝鮮戦争に投入された）。1946年に、前首相のチャーチルはいわゆる「鉄のカーテン演説」を行い、ソ連脅威論を唱えた。この頃の世論は、ソ連とも友好関係を維持すべきであり、むやみやたらにソ連との緊張関係を作るべきでないとするのが一般的で、庶民院でチャーチルの演説を非難する動議が提出されると、100名ほどの議員がそれに賛同した。チャーチルは、ソ連脅威論についての「鉄のカーテン演説」を行う旨を事前にアトリーに通告していたが、アトリーはそれに対し、肯定するわけでも否定するわけでもなく、特にアクションを取らなかった。
ベヴィンは断固たる反共主義者であり、ソビエト連邦を嫌悪していた。1946年の国際会議でソ連の外相モロトフはイギリスの提案を繰り返し攻撃した。これに対してベヴィンは急に立ち上がってモロトフの方へ向かっていき、「I've had enough of this I 'ave!（「もうたくさんだ」と「出ていけ」のダブルミーニング）」と叫んだところ警備員に制止された。
冷戦が激化し、西側陣営と東側陣営の対立が深刻化すると、首相のアトリーは反共主義者のベヴィンの意向を受け入れ、アトリー内閣は反共外交に転じた。ソ連がベルリン封鎖を決行すると、イギリス軍はアメリカ軍と共に、封鎖された西ベルリンへ空輸を行った。外相ベヴィンは集団安全保障の観点からブリュッセル条約を締結していたが、ソ連の脅威から、アメリカを始めとする西側諸国の共同防衛条約の成立に奔走し、1949年4月に北大西洋条約が調印され、北大西洋条約機構（NATO）が発足した。アトリーも、ソ連型共産主義について「欧州大陸の権威主義から生まれ、ロシアの帝政主義の土壌で実を結んだもの」と批判した。
共産化阻止のための各国への軍事介入について、イギリスに、もはやそれを行うだけの余力は残されておらず、「世界の警察官」としての地位はアメリカに譲った。英ソ間のパーセンテージ協定で、ギリシャは自由主義陣営とする取り決めがあったが、1946年にギリシャ内戦が勃発しギリシャの共産化の危機が生じると、外相ベヴィンはアメリカに対し、イギリスはギリシャ内戦に軍事介入できるだけの余力がないと通告した。米大統領トルーマンはトルーマン・ドクトリンを発表し、アメリカは反共勢力への援助を行うと表明した。朝鮮戦争が勃発すると、日本の占領を担当していたイギリス連邦占領軍を朝鮮半島へ派遣し、「朝鮮イギリス連邦軍」の名で国連軍として参戦させた。しかし国連軍の主力はアメリカ軍であった。
首相のアトリーは北朝鮮の軍事侵攻に断固反対する立場を取っていたが、他方で、戦域を北朝鮮や中華人民共和国など極東全体にむやみに広げることには否定的であった。戦域の拡大で、東側陣営の盟主ソ連が西欧に侵攻し、第三次世界大戦勃発となるような事態を、アトリーは恐れていた。ベヴィンの考えは、アトリーのそれとは若干異なっており、1950年10月7日に国連総会で、朝鮮の統一政権樹立を目的とする決議が可決されると、ベヴィンは、アトリーの意向に反して「南朝鮮もない、北朝鮮もない。あるのは朝鮮ただ一つである」と主張した。この決議には韓国の李承晩も出席していた。
ベヴィンの反共外交について、保守党からも評価され、チャーチルも文句の付けようがなかった。しかし労働党内の左派はベヴィン外交に不満であり、キープ・レフト派を結成しベヴィン外交を批判した。共産主義者（親ソ派）は、ベヴィンを反共主義者の親玉のように見ており、激しい憎悪の的になっていた。
アトリー政権下で実現することはなかったが、ベヴィンは東南アジア地域の防共を主眼とした軍事同盟の設立を構想していた。東南アジア地域が共産化した場合、オセアニアのイギリス連邦加盟国であるオーストラリア・ニュージーランドや、東南アジアのイギリス領マラヤ・オーストラリア領ニューギニアといった植民地が脅かされるとベヴィンは考えた。1948年9月にベヴィンは「共産主義者が東南アジア地域を支配下に置こうと活動しているが、我々は全力でその試みを打破しなければならない」と声明を発表した。1949年1月にベヴィンは、フランスのロベール・シューマンと会見した。当時フランスは仏領インドシナを有し、フランスも東南アジアの共産化を警戒していたことから利害が一致し「英仏の協力関係は欧州以外にも及ぶことで見解が一致した」とする共同声明を発表した。
しかし同時期には、欧州でのソ連の対外膨張政策が表面化しており、ベヴィンは北大西洋条約機構（NATO）の設立の尽力など、欧州での反共政策を優先したことから、東南アジア地域の反共政策は後回しにされた。1951年にはベヴィンが他界したことで、この構想がアトリー政権下で結実することはなかった。アトリー政権に続く、保守党のチャーチル政権下で、英米が中心となって、東南アジア地域の防共を主眼とした東南アジア条約機構（SEATO）が結成された。

### 脱植民地化をめぐって
首相のアトリーは、多くのイギリス植民地の独立を承認したが、外相ベヴィンも支配継続が困難になった地域の支配に固執せず、かつてのイギリス帝国が喪失することに感傷的ではなかった。ただイギリスは依然としてキプロスやスエズ（1956年まで）など中東に主要な基地を置き、大きな影響を及ぼしていた。ベヴィンは「我々はかつての植民地に物的資源を有している。もし我々がそれらを開発すれば...我々はアメリカやソ連に従属していないことを明確に示すことになるだろう」とし、植民地・旧植民地圏との経済交流の重要性を主張した。この時代のイギリス植民地からの輸出は主にマレーシアのゴム・西アフリカのココア・西インド諸島の砂糖などで、年間1億5000万ドルもの利益をもたらしていた。
ただしベヴィンは欧州各国の経済統合案には否定的な見解を持っていた。1950年5月にベヴィンはロンドンで催された外相会談で、 欧州石炭鉄鋼共同体を設立すべきとするシューマン計画に言及し、「アメリカは最近、 ヨーロッパの経済統合案を採用するよう我々に圧力をかけてきているようだ」と語った。ベヴィンは「イギリスは他のヨーロッパ諸国とは性質が異なっており、根本的価値観の異なる彼らと全面的な経済統合はできない」とも述べた。

### パレスチナ問題をめぐって

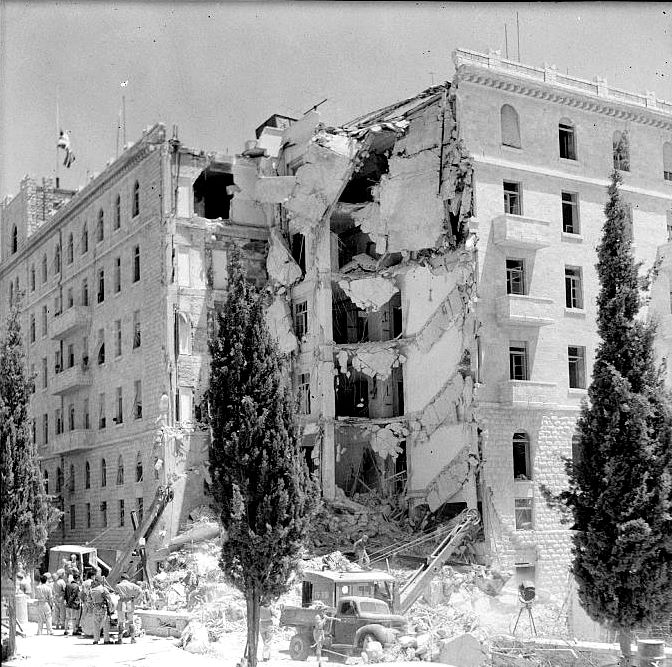
爆破されたキング・デイヴィッド・ホテル。外相ベヴィンは、爆破事件でイギリス人が多数殺害されたことに激怒した。

戦後、ユダヤ人コミュニティの間で、パレスチナにユダヤ人国家を樹立すべきとするシオニズム運動が盛り上がりを見せた。イギリスは事実上パレスチナを植民地としていたが（イギリス委任統治領パレスチナ）、アラブ勢力への配慮から、ユダヤ人のパレスチナへの移住について、年間の移民者数に上限を設け、パレスチナにユダヤ人が大量に流入しないようにする施策を敷いていた。
アメリカにおいては、ユダヤ人がロビー活動を行い、米大統領トルーマンは彼らを票田にしたいという下心もあって、シオニズム支持を打ち出した。トルーマンはアトリー政権に対し、ユダヤ人のパレスチナへの移住制限を緩和するように要求した。これに対してアトリーは、制限を緩和してユダヤ移民が増加すれば、ユダヤ・アラブ間で大規模な紛争が生じかねないとして反対した。
シオニストの間では、パレスチナへのユダヤ人帰還を妨害しているとして、イギリス及びアトリー内閣への批判が高まった。1946年7月にエルサレムにおいて、在パレスチナ英軍の司令部が置かれていたキング・デイヴィッド・ホテルが、過激派シオニストに爆破される事件が発生し、多数の死傷者を出した（キング・デイヴィッド・ホテル爆破事件）。また英兵を殺害したユダヤ人を英雄視する演劇「一つの国旗が生まれる」がニューヨークのブロードウェイで上演されると、シオニストの間で好評を博した。
1947年にはエクソダス号事件が発生した。経緯は以下のとおりである。ホロコーストを免れたドイツユダヤ人は、パレスチナへの移民を企図したが、先述のように移民枠に制限が掛けられていたので、フランスから不法移民船エクソダス号に乗船して、パレスチナを目指した。イギリス海軍は不法移民船の存在に気づき、エクソダス号を拿捕した。外相ベヴィンは法に則って、彼らをフランスへ強制送還するよう命じたが、フランス側が受入を拒絶したため、ユダヤ人達はドイツへ送り返されてしまった。この事件でイギリスは国際的な批判を浴び、強制送還を命じたベヴィンはユダヤ人の憎悪の的となった。過激派シオニストは、外相ベヴィンの暗殺も計画していた。（エクソダス号事件について、後にこの事件をモデルにした小説『栄光への脱出』が執筆され、映画化もなされた。）
パレスチナ問題に手を焼いたアトリーは、国際連合にその解決を委託することにした。外相のベヴィンはその旨を庶民院において公表した。国連では、パレスチナをユダヤ人国家とアラブ人国家に分割してはどうかという提言がなされ、1947年11月に国連総会でパレスチナ分割決議が採択された。イギリスはパレスチナ地域から撤退し、イスラエルの建国が宣言された。しかしユダヤ人国家の存在を容認しないアラブ諸国がイスラエルへ軍事侵攻し、第一次中東戦争が勃発した。パレスチナでユダヤ人は反英運動を展開してきたが、イギリスが撤退した現在、ユダヤ人はアラブ勢力によってパレスチナから駆逐されるだろうと、イギリス軍部は見ていた。しかしイギリス軍部の予想に反してイスラエルは巧みに防戦し、独立を維持した。

### アトリー降ろしの阻止
1947年1月の寒波でイギリス国内産業は大きな打撃を受けた。石炭不足が特に顕著であった（詳細は当該記事を参照）。それの供給不足に対応するため、炭鉱産業では労働者の週休二日制の導入が進んでいたが、アトリーは週休一日制への復帰を要請した。経済の後退に伴う税収減少への対処としてアトリーは「繁栄のための戦い」と称して、労使が協調して生産性を最大限に伸ばすべきと訴え、「イギリス国民の勤労意欲がそれほど乏しいとは思えない」とも述べた。さらにアトリーは、かつての戦時下のごとく「愛国的義務」として国民に耐乏を呼び掛けたほか、「社会主義社会では、資本主義社会よりも高い市民的道徳が要求される」「社会主義とは単なる経済理論ではなく、一つの生き方である」として共助精神の重要性を訴えた。こうした主張・言動を繰り返すアトリーは、若年層には説教臭い人物のように認識された。マスコミは「誰に対しても、もっと懸命に働けと説教する悪癖」と報じた。この寒波による経済後退に対するアトリーの対応は後手に回り、アトリー内閣の支持率が低下した。
1947年の夏にアトリーは休暇を取り、家族旅行に出かけた。その間に労働党政権の支持率低下を危惧していたヒュー・ドールトンとスタッフォード・クリップスは、アトリー降ろしを画策した。両者はまず、党内の大物であるハーバート・モリソンにこの計画を打ち明けた。モリソンは、そうした計画は議員集会で諮るべきだと助言した。モリソンは自身が首相になる野心を有していたので、この計画をあえて止めようとはしなかった（モリソンはアトリー降ろしに賛成していたとする説もある）。続いて同じく党内の大物であるベヴィンに対しても両者から計画が打ち明けられ、ドールトンとクリップスはベヴィンが次期首相の座に就くべきと提案した。ベヴィンはこの計画を打ち明けられると、アトリーに直ちに通報し、計画が露呈した。これによってアトリー降ろしの計画は失敗に終わった。アトリーは、ドールトンとクリップスに対して、内閣から追放するなどのペナルティを課さなかった。しかし蔵相のドールトンは予算案をマスコミに漏洩するという失態を演じ、自ら引責辞任し内閣を去った。アトリーは、ドールトンの失態を「間抜けな行為だ」と嘲笑した。

### イギリスの核兵器保有をめぐって
第二次世界大戦後、国際社会における主導権はアメリカに握られることになり、イギリスの対米依存が強まったが、アトリーは安全保障（国防）をアメリカに依存してはならないと考えていた。広島・長崎への原爆投下で核兵器の威力を全世界が認知すると、マンハッタン計画にイギリスも協力したとして、アトリーはアメリカに核シェアリングを申し出たが、アメリカは自国の核兵器技術が他国に流出することを警戒し、それに応じなかった。アトリーは米大統領トルーマンに「遺憾である」とする親書を送ったが、返答はなかった。
アトリーはイギリスの安全保障上、自国での核兵器保有が必要と考え、内閣直属の原子力諮問委員会を創設した。この委員会においてベヴィンは、「我々は、血まみれのユニオンジャックが掲げられた原爆（＝自国製の原爆）を保有しなければならないのだ（We've got to have the bloody Union Jack flying on top of it !）」と発言した（発言時にベヴィンは酒に酔っており不適切な表現をしたとの指摘もある）。核兵器開発による費用対効果が期待できないとして、それに反対していたヒュー・ドールトンとスタッフォード・クリップスは委員会を追われた。アトリーはベヴィンやモリソンらと共に、非正規な手続きで、イギリスで秘密裏に核兵器開発を行うことを決定した。当時核廃絶の機運が高まっていたことから、この決定は自国民に秘匿していた。
アトリー政権下で核実験は行われず、第3次チャーチル政権下の1952年10月に、オーストラリア沖で核実験が行われた（ハリケーン作戦）。労働党から、保守党の行った核実験の是非について追及されると、チャーチルは、アトリー政権下で正規手順を踏まず（正式な閣議決定によらず）秘密裏に核兵器開発を決定していたことを暴露した。

## 晩年
アトリー内閣は長期政権となったが、政権後期には幹部の高齢化が進み、病で引退する者が相次いだ。長年アトリーの右腕として活躍してきたベヴィンも、心臓と肺の疾患のため、1951年に入院することを余儀なくされた。アトリーはベヴィンの体調を考慮して、外相の辞任と王璽尚書（閣僚だが閑職）への異動を勧めた。ベヴィンは「私は外務省で死ぬのだ」と述べていたが、病には勝てず、同年3月にアトリーのこの提案を受け入れた。アトリーがベヴィンの入院先に見舞いに訪れると、ベヴィンは「王璽尚書は尚書でも卿でもない（語義は王璽尚書の記事を参照）。私は貧しい家庭に生まれ、小さな学校へ行った。それでも私が世界で何をやれたかを見てほしい。そこには立派な目的があった。だが今ではゴミの山に捨てられそうになっている。」と述べた。
ベヴィンは1951年4月14日に心臓発作で他界した。ベヴィンの死が発見されたとき、彼は自分の（公文書送達用の）赤い箱の鍵を握りしめていた。遺体は火葬され、遺灰はウェストミンスター寺院に葬られた。アトリーは、外相辞任を勧めたことをベヴィンに「裏切り」のように解されてしまったことが心残りになったと述懐している。

### 没後
アトリーの熱心な支持者であったベヴィンは、アトリー降ろしやアトリー内閣崩壊に繋がる党内の動きについて、常に睨みをきかせ、自身の権勢（英最大の労働組合の元書記長という権勢）で抑圧してきたが、彼の他界でそうした歯止めがなくなった。社会保障費の増大と朝鮮戦争の戦費拡大に伴って、アトリー政権下で無料となっていた医療の一部有料化案が蔵相のヒュー・ゲイツケルから提案されると、労働党内の左右両派による党内抗争が激化した。政権運営に行き詰まったアトリーは庶民院解散総選挙に打って出たが、保守党に敗れ、1951年10月26日にアトリー内閣は総辞職した。

## 評価

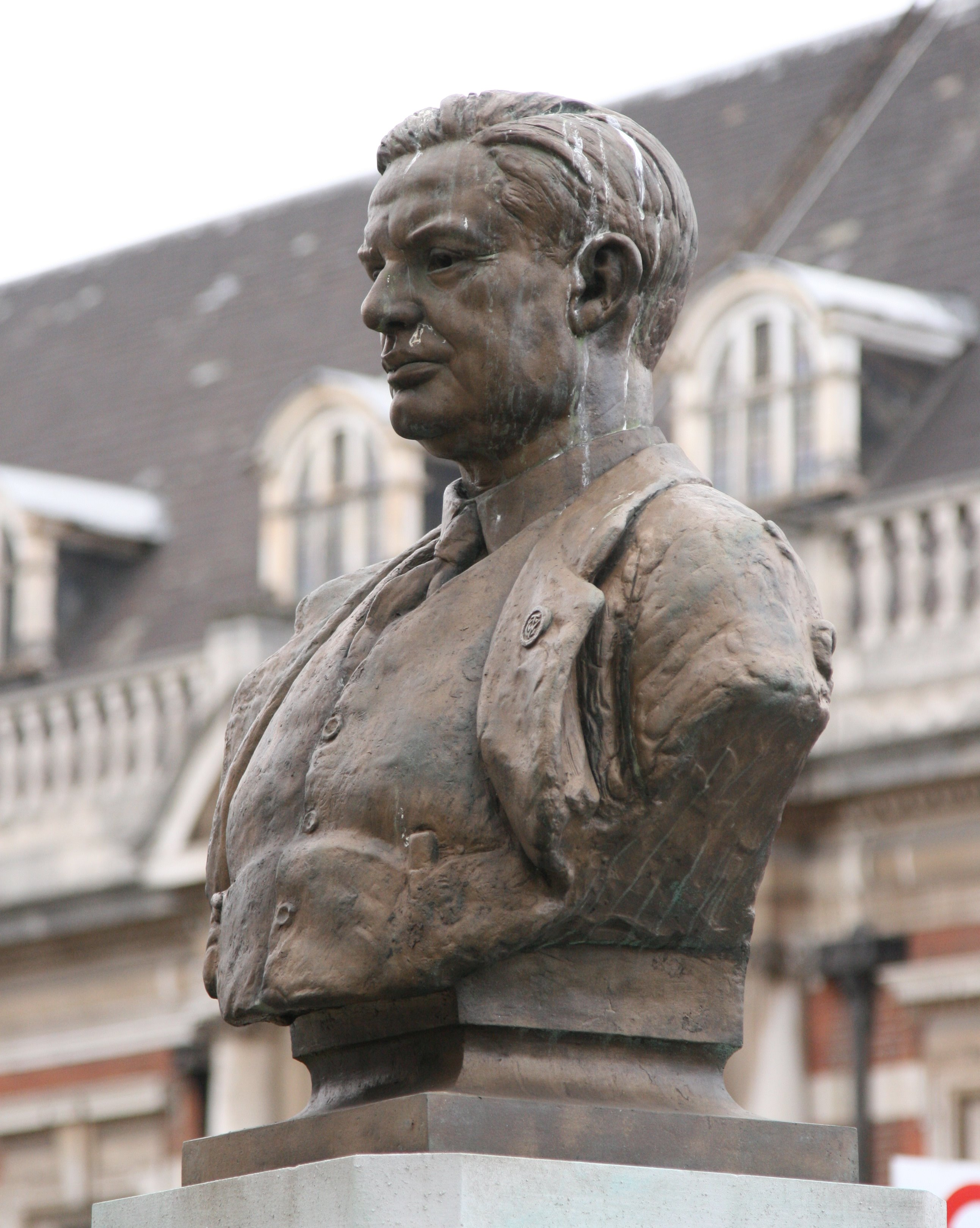
ロンドン南部サザーク区にあるアーネスト・ベヴィンの胸像

歴史家であり伝記作家でもあるアラン・ブロックは、ベヴィンについて次のように評している。
ベヴィンは、19世紀前半のカースルレー、カニング、パーマストンらによって創り出された伝統の流れを汲む最後の外務大臣である。20世紀の特筆されるべき外務大臣には、ソールズベリー、グレイ、オースティン・チェンバレンらがおり、その後にベヴィンが続くのだが、ベヴィンの後はイギリスの権威が低下して、彼に連なるような人物は現れていない。
ベヴィンの胸像はロンドン南部のトーリー通りにあるデヴォンマンションの向かい側、旧セント・オレヴズ・グラマー・スクールの敷地にある。
今日のイギリスでは、右翼、左翼を問わず20世紀最大のイギリスの外相として尊敬されている。。

## 関連文献
- Charmley, John (1996). Churchill's Grand Alliance: The Anglo-American Special Relationship 1940–57. London: Hodder & Stoughton. ISBN 978-0-340-59760-6. OCLC 247165348[Discusses Bevin's policies apropos of Anglo-American relations of the era]
- Greenwood, Sean. "Bevin, the Ruhr and the Division of Germany: August 1945-December 1946," Historical Journal (1986) 29#1 pp 203–212. Argues that Bevin saw the Ruhr as the centerpiece of his strategy for the industrial revitalization of Europe. He insisted on keeping the Soviets out, and this position made him one of the principal architects of a divided Germany. in JSTOR
- Pearce, Robert. "Ernest Bevin: Robert Pearce Examines the Career of the Man Who Was Successively Trade Union Leader, Minister of Labour and Foreign Secretary" History Review (Dec 2002) online
- Williams, Francis. Ernest Bevin: Portrait of a Great Englishman (Hutchinson, 1952) online
- Wrigley, Chris. "Bevin, Ernest (1881–1951)", Oxford Dictionary of National Biography (Oxford University Press, 2004); online edn, January 2008 accessed 2 June 2013 doi:10.1093/ref:odnb/31872; brief scholarly biography